# Зобов, Александр Александрович
Александр Александрович Зобов (4 апреля 1911, Екатеринодар — 29 апреля 1998, Таганрог) — советский государственный и партийный деятель, 1-й секретарь Таганрогского горкома КПСС (1943—1950).

## Биография
Трудовую деятельность начал в 1924 году учеником декоратора, затем токарем на машиностроительном заводе в Краснодаре.
В декабре 1931 года вступил в ряды ВКП(б).
В 1933 году переехал на Дон: 1933—1937 — зав. Северо-Донецкого окружкома ВЛКСМ в г. Миллерово; 1938—1943 — второй, затем первый секретарь Каменского[где?] горкома ВКП(б). В 1938—1941 обучался заочно на историческом факультете Ростовского педагогического института.
В годы Великой Отечественной войны — один из руководителей Каменского городского комитета обороны и организаторов Каменского антифашистского подполья (1941—1943).
Вместе с наступающими частями Красной Армии вошел в Таганрог 30 августа 1943 года, став председателем городского комитета обороны, с 30 августа 1943 по 1950 год работал первым секретарём Таганрогского горкома партии. С 1943 по 1950 год при его участии в Таганроге восстанавливались промышленные предприятия, водопровод, электроснабжение, транспорт, больницы. Результатом особой заботы 3обова было то, что уже в сентябре 1943 года школьники Таганрога сели за парты. Организовал сбор средств среди населения Таганрога на строительство танковой колонны «Таганрог». Всего было собрано 3 332 тысячи руб. В 1944 году в связи с 40-летием смерти А. П. Чехова занимался вопросами увековечивания его памяти в Таганроге: о присвоении имени А. П. Чехова городскому театру, решении о сооружении памятника А. П. Чехову.
В 1947—1960 и 1987—1990 — депутат Таганрогского городского, в 1947—1950 — Ростовского областного совета депутатов трудящихся.
В 1950 году Александр Александрович 3обов перешел на преподавательскую работу в Таганрогский учительский институт, с 1955 года — Таганрогский государственный педагогический институт. С 1961 года — кандидат исторических наук, с 1964 — доцент. В 1969—1977 возглавлял кафедру истории и политэкономии ТГПИ. 1967—1970 — вел исследовательскую работу в качестве члена экспертной комиссии по гуманитарным наукам Северо-Кавказского научного центра, был членом редколлегии и авторского коллектива «Очерков истории партийных организаций Дона» (в 2-х томах), Ростов н/Д, 1973; автором около 50 публикаций, преимущественно по проблемам Вел. Отеч. войны и нравственного воспитания молодежи.
С 1983 по 1989 год — председатель Таганрогского совета ветеранов партии, войны и труда.

## Награды, звания
- Награждён 9 медалями
- Почётный гражданин города Таганрога